# Schlacht im Ia-Drang-Tal
Schlacht um Tua Hai (1960) – Schlacht um Ap Bac (1963) – Schlacht von Nam Dong (1964) – Tonkin-Zwischenfall (1964) – Operation Flaming Dart (1965) – Operation Rolling Thunder (1965–68) – Schlacht von Dong Xoai (1965) – Schlacht im Ia-Drang-Tal (1965) – Operation Crimp (1966) – Operation Hastings (1966) – Schlacht von Long Tan (1966) – Operation Attleboro (1966) – Operation Cedar Falls (1967) – Schlacht um Hügel 881 (1967) – Schlacht bei Dak To (1967) – Schlacht um Khe Sanh (1968) – Tet-Offensive (1968) – Schlacht um Huế (1968) – Operation Speedy Express (1968/69) – Operation Dewey Canyon (1969) – Schlacht am Hamburger Hill (1969) – Operation Menu (1969/70) – Operation Lam Son 719 (1971) – Schlacht um FSB Mary Ann (1971) – Schlacht um Quảng Trị (1972) – Operation Linebacker (1972) – Operation Linebacker II (1972) – Schlacht von Xuan Loc (1975) – Operation Frequent Wind (1975)
Die Schlacht im Ia-Drang-Tal war das erste große militärische Aufeinandertreffen amerikanischer und nordvietnamesischer Truppen während des Vietnamkriegs. Die Schlacht, die sich in zwei Teile gliedern lässt, erstreckte sich vom 14. bis zum 18. November 1965 in der Nähe zweier Landezonen im zentralen Hochland Vietnams. Der Name der Schlacht leitet sich vom Fluss Drang ab, der das Tal durchfließt, in dem die Schlacht stattfand.
Die amerikanischen Einheiten setzten sich aus Teilen des 1. und 2. Bataillons des 7. Luftkavallerie-Regiments und dem 2. Bataillon des 5. Luftkavallerie-Regiments zusammen. Auf kommunistischer Seite traten das 33., 66. und das 320. Regiment der nordvietnamesischen Armee (NVA) an, die von Teilen des H15-Bataillons des FNL unterstützt wurde.
Die Thematik der Schlacht wurde aus amerikanischer Sicht unter anderem in einem Buch (Moore & Galloway: We Were Soldiers Once… And Young, Random House, 1992) und der Verfilmung Wir waren Helden (2002) mit Mel Gibson dargestellt.

## Hintergrund

Entwicklung in Indochina 1964 bis 1967

Während der Jahre 1963 und 1964 waren die Truppen der Republik Vietnam, die pro-westlich war, durch eine Reihe militärischer und politischer Fehlschläge stark geschwächt. Vor seinem Sturz 1963 hatte der damalige Präsident Ngô Đình Diệm befohlen, die FNL auf keinen Fall in größeren Gefechten anzugreifen, was dem Widerstand erlaubte, relativ unbehelligt große Truppenteile aufzubauen. Selbst nach seinem Sturz waren die Kommandeure mehr mit Umstürzen gegeneinander beschäftigt als damit, die FNL zu bekämpfen.
In diesem Machtvakuum konnten sich ihre Truppen relativ ungehindert bewegen und größere militärische Operationen durchführen. Zuerst kümmerten sie sich nur um den Aufbau einer Armee, aber ab Ende 1964 trauten sie sich auch größere militärische Operationen zu, so dass sich langsam, aber sicher ein echter Krieg entwickelte. Die FNL (Vietcong) war der Armee der Republik Vietnam (ARVN) dabei in allen Belangen überlegen. Bis auf einige Großstädte waren fast alle Gebiete in der Hand der FNL, die zunehmend durch Nordvietnam unterstützt wurden.

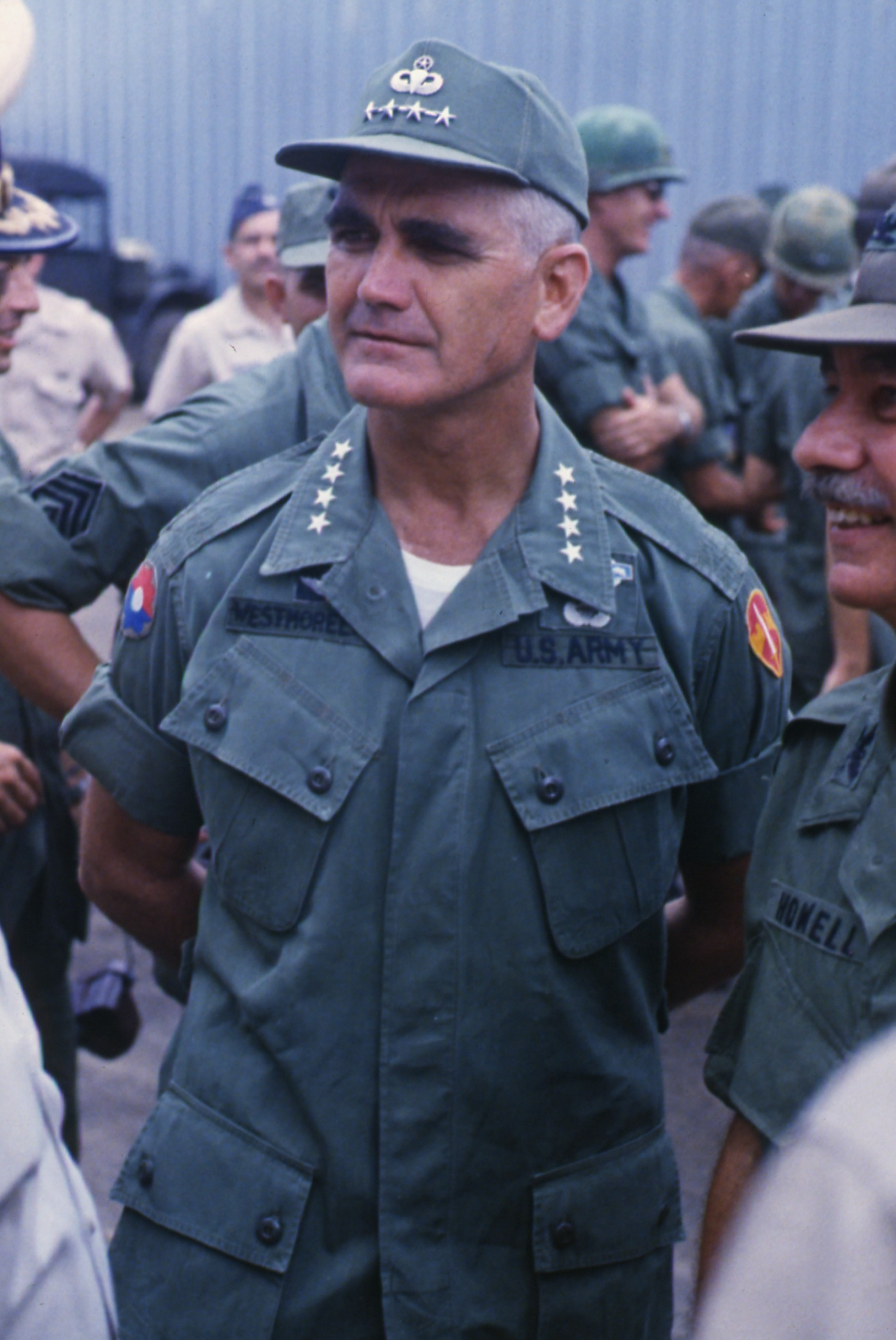
General William Westmoreland, Kommandeur des MACV

Aufgrund dieser Probleme drängten die amerikanischen Militärberater des MACV darauf, das Kommando an amerikanische Generäle zu übergeben. Der Beauftragte für Vietnam, General William C. Westmoreland, sah es jedoch als besser an, eigene Truppen nach Südostasien zu schicken. Nach dem von der US-Administration bewusst hochgespielten Zwischenfall im Golf von Tonkin und der Ankunft von Marines in Vietnam im März 1965 begann er damit, die Truppen zu verstärken und auf große Operationen vorzubereiten.
Im Sommer 1965 waren die FNL nicht nur die uneingeschränkten Herren über einen Großteil der ländlichen Gebiete, sie hatten auch ein größeres Gebiet nordöstlich von Saigon zu einem militärischen Sammelpunkt ausgebaut, da die Region relativ schlecht zu erreichen war. ARVN-Einsätze gab es dort kaum, und so wurden viele Stützpunkte der FNL und NVA aufgebaut. Das Gebiet wurde später als Eisernes Dreieck bekannt. Im Sommer 1965 sammelten sich dort große Truppenteile der NVA, um mit einem Angriff Richtung Süd-West die Republik Vietnam in zwei Hälften zu trennen.
Die US-Armee sah dies als ideale Gelegenheit, neu entwickelte Taktiken auszuprobieren, in denen Hubschrauber eine große Rolle spielten. Diese sollten größere Truppenteile ins Kampfgebiet transportieren, versorgen und wieder zurückbringen. Da keine schweren Waffen mitgeführt werden konnten, sollten die Bodentruppen mit koordinierten Luft- und Artillerieschlägen unterstützt werden. Dafür wurde die 1. US-Kavalleriedivision (luftbeweglich) nach Vietnam verlegt. Im Juli 1965 bezog sie ihr Lager in Camp Radcliffe, An Khe. Im November war sie fast vollständig einsatzbereit.
Am 27. Oktober wurde die 1. Brigade der 1. Kavalleriedivision auf eine Suchen-und-Zerstören-Mission (Search and Destroy) geschickt (Operation SILVER BAYONET), um FNL-Kampfeinheiten zu vernichten, die erfolglos versucht hatten, ein Lager bei Plei Me zu erobern. Der Feind wurde nicht gefunden, und Westmoreland befahl, die Suche in Richtung der Grenze zu Kambodscha auszudehnen. Der Kommandeur des 7. Kavallerieregiments kehrte jedoch nach Pleiku zurück, da er nicht sicher war, wo er den Feind finden solle. Dort erfuhr er von der Aufklärung von einer Truppenkonzentration am Chu-Pong-Berg, 22 Kilometer südwestlich von Plei Me. Er schickte ein schwer bewaffnetes Aufklärungsteam in die Region, um die Angaben zu überprüfen.

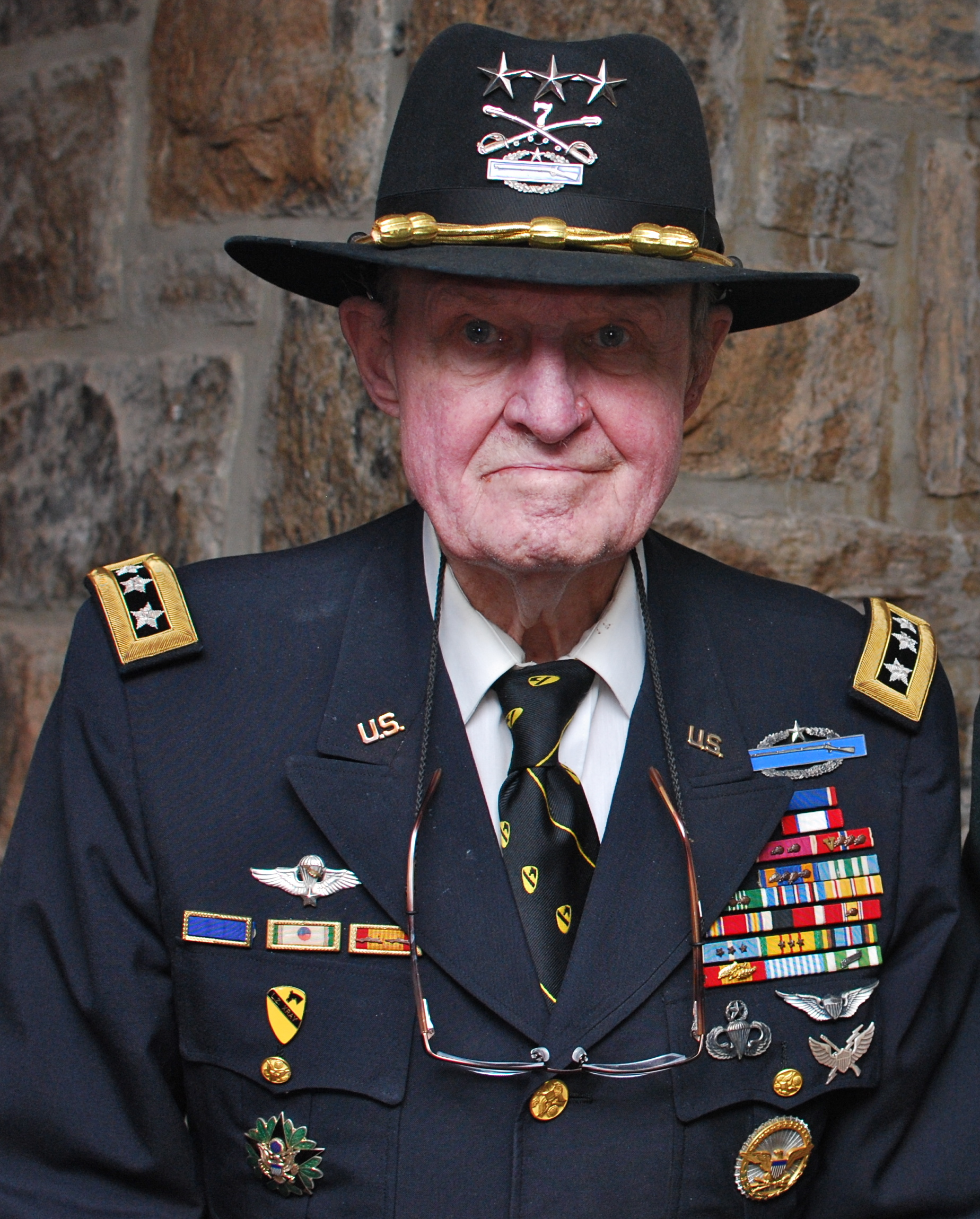
Harold G. Moore (10. Mai 2010)

## Die Schlacht
Lieutenant Colonel Harold G. Moore, Kommandeur des 1. Bataillons des 7. Kavallerieregiments, sollte den Einsatz leiten. Er bekam ausdrücklich den Befehl, den Berg nicht zu stürmen. In der Gegend gab es einige mögliche Landezonen, Moore wählte „X-Ray“, eine flache Wiese. Diese war umgeben von kleinen Bäumen am nördlichen Fuß des Berges. Sie wurde durch ein ausgetrocknetes Flussbett begrenzt. Der Ia-Drang-Fluss war ca. 2 Kilometer entfernt. Die Landezone Albany, die später noch eine Rolle spielte, war ebenfalls so weit entfernt. Artillerieunterstützung erfolgte aus der Fire Support Base „Falcon“, ca. 8 Kilometer im Nordosten. Die Landezone hatte etwa die Größe eines Footballfeldes. Dort sollten im Abstand von 30 Minuten vier Kompanien durch 16 Hubschrauber des Typs UH-1 „Huey“ je Anlandung abgesetzt werden.
Nach Moores Plan sollten die Kompanien Alpha und Bravo nach Nordwesten Richtung Fluss vorrücken, Charlie nach Süden in Richtung Berg. Die schwere Infanteriekompanie Delta sollte mit Mörsern und schweren Maschinengewehren als Reserve in der Landezone bleiben.

### Landung am 14. November

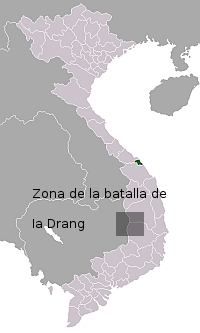
Schaukarte Südvietnam mit Ia Drang Tal

Um 10:48 Uhr am 14. November landeten die ersten Teile der Bravo-Kompanie. Vorher wurde der Feind in der Gegend ca. 30 Minuten mit Luftschlägen und Artilleriefeuer niedergehalten. Moore landete mit seinen Offizieren des Stabes ebenfalls mit der Bravo-Kompanie. Anstatt die Landezone mit den zuerst angelandeten Soldaten zu sichern, befahl Moore Gruppen zur Aufklärung in die Umgebung vorzugehen. Der Großteil von Bravo blieb im Zentrum der Landezone.
Nachdem auch Alpha eingetroffen war, wurde die Kompanie nach Westen über das Flussbett geschickt. Nach ca. 30 Minuten machten die Soldaten einen ersten Gefangenen, einen unbewaffneten FNL-Kämpfer des 33. Regiments. Er sagte aus, dass sich beim Chu-Pong-Berg insgesamt drei Bataillone in Stärke von ca. 1.600 Mann befänden. Ihnen standen zu dieser Zeit nur ca. 200 Amerikaner entgegen.
Um 12:10 Uhr traf die dritte Welle ein, als die ersten Schüsse auf Teileinheiten von Bravo abgefeuert wurden, die nordwestlich des Flussbetts waren. Der 1. und 2. Zug bildeten die Spitze, der 3. Zug diente als Reserve.
Der 1. Zug wurde um ca. 13 Uhr unter schweren Beschuss genommen, musste erste Verluste hinnehmen und wurde niedergehalten. In diesem Augenblick bekam der Zugführer über Sprechfunk die Nachricht vom Führer des 2. Zuges, Lieutenant Henry Herrick, dass er ebenfalls unter Feuer läge und eine Gruppe von Feinden auf der rechten Flanke verfolge.
Bei der Verfolgung der gegnerischen Kämpfer war Herricks Zug zerstreut worden und bereits einige Meter vom Rest des Bataillons entfernt. Als er mit seinem Zug eine Lichtung überquerte, griffen ihn mehrere Wellen von NVA-Truppen an. Während der ersten Minuten des Feuergefechts konnten seine Männer dem Gegner bereits schwere Verluste zufügen. Herrick erkannte die drohende Gefahr und versuchte, zum 1. Zug zu kommen, um einer Umzingelung zu entgehen. Allerdings hatte sich bereits eine größere Feindgruppe zwischen den beiden Zügen postiert. Somit war sein Zug eingeschlossen. Innerhalb kurzer Zeit fielen nun mehrere Männer seiner Einheit. Auch Herrick selbst wurde tödlich getroffen, konnte aber noch wichtige Befehle geben, z. B. die Funkcodes zu vernichten und Artillerieunterstützung anzufordern.
Im Chaos des Gefechts übernahm Sergeant Ernie Savage das Kommando, da er dem Funkgerät am nächsten war und ranghöhere Soldaten gefallen waren. Er bat um Artillerieunterstützung um seine Position herum, um den Feind niederzuhalten. Zu diesem Zeitpunkt hatte der Zug bereits acht Gefallene und 13 Verwundete. Durch die Führung von Savage und den Einsatz des Sanitäters konnte der Zug seine Stellung für den Rest des Tages halten.

### Kampf um das Flussbett
Während Herricks Zug vom Rest getrennt war, versuchte dieser einen Verteidigungsring zu halten. Weil inzwischen ein Hubschrauber mit einem Verbindungsoffizier eingetroffen war und über dem Schlachtfeld kreiste, konnte Moore Luftangriffe auf den Berg befehlen, um die Gegner aufzuhalten. Diese griffen nun das Flussbett, das von Alpha verteidigt wurde, mit ca. 150 Soldaten von Süden aus an. Den Truppen wurde ein Gegenangriff befohlen, der jedoch schnell im feindlichen Feuer liegen blieb. Dabei wurde der Führer des 3. Zuges, Lieutenant Bob Taft, getötet und mehrere Soldaten verwundet. Nach einem Rückzug ins Flussbett konnte der Angriff schlussendlich abgewehrt werden.
Die Soldaten Nordvietnams attackierten daraufhin die rechte Flanke des 3. Zuges. Der Angriff konnte gestoppt werden. Bei einem toten FNL-Kämpfer wurde die Erkennungsmarke des gefallenen Offiziers Taft gefunden, der mit seinem Gegenangriff gescheitert war. Nachdem die Guerrilleros ausnahmslos getötet worden waren, schlugen sich einige Soldaten zu den eigenen Gefallenen durch und holten sie zurück. Inzwischen versuchte Bravo, sich zu Herricks abgeschnittenem Zug durchzukämpfen.
Um 14:30 Uhr erreichten die letzten Truppen von Charlie die Landezone. Diese stand bereits unter heftigem Beschuss, sowohl die Hubschrauberbesatzungen als auch die eingetroffenen Soldaten erlitten Verluste.
Delta bezog auf der linken Flanke von Alpha Position. Charlie wurde unterdessen Ziel eines feindlichen Massenangriffs von 175 bis 200 FNL-Kämpfern. Durch freie Sicht konnte schweres Feuer auf die Angreifer gelegt werden, was vernichtende Verluste verursachte. Um 15 Uhr, ca. eine Stunde nach Beginn ihres Angriffs, zogen sich die Nordvietnamesen zurück.

### Angriff auf Alpha und Delta
Zur selben Zeit wurden auch Alpha und Teile von Delta schwer angegriffen. Mit zwei Maschinengewehren wurde die linke Flanke gedeckt, diese allein waren dafür verantwortlich, dass der Angriff die Stellung nicht erreichen und die Verbindung zwischen Charlie und Alpha unterbrechen konnte. Dabei wurden die MG-Schützen schwer verwundet und zum Zentrum der Landezone gebracht, wo auch die anderen Verwundeten auf ihre Evakuierung warteten.
Bei Delta waren inzwischen die meisten Offiziere ausgefallen, nachdem die FNL-Truppen einen Sturmangriff durchgeführt hatten.
Aufgrund des schweren Abwehrfeuers konnten die Hubschrauber nur zwei Verwundete evakuieren, dann wurde die Landezone vorerst geschlossen. Wenig später boten sich jedoch Kampfhubschrauber an, diese Arbeit zu übernehmen, und viele Verwundete konnten ausgeflogen werden. Dabei wurde ein Offizier getötet, als er gerade einen Kameraden in den Huey hievte.

### Verteidigungsstellung
Delta sollte nun die Südostseite der Landezone gegen den Feind sichern. Um 15:20 Uhr kamen die letzten Männer auf dem Schlachtfeld an. Dabei stürzte ein Hubschrauber nahe dem Verteidigungsring am Kommandoposten ab. Die Besatzung konnte aber schnell gerettet werden.
Die schweren Waffen der Amerikaner wurden zu einer Gruppe zusammengefasst um Alpha und Bravo zu unterstützen. Deltas Aufklärungsgruppe deckte nun auch den nördlichen und östlichen Bereich der Landezone ab. Hätten die Vietnamesen vorher die Amerikaner umgangen und sie von dort aus angegriffen, wären sie auf keinen Widerstand gestoßen.

### Vorstoß zum abgeschnittenen Zug
Nachdem der Angriff auf Alpha langsam abebbte, befahl Moore einen weiteren Versuch, die abgeschnittenen Soldaten zu retten. Außerdem wurde Alpha und Bravo um 15:45 Uhr befohlen, sich zurückzuziehen und den Kontakt mit dem Feind abzubrechen. Dann rückten sie über das Flussbett vor, erlitten aber schnell Verluste durch eine gut ausgebaute MG-Stellung. Nachdem die Stellung auch mit einer M72 LAW nicht zerstört werden konnte, stürmte Second Lieutenant Marm die Stellung alleine und tötete die Besatzung, wobei er schwer verwundet wurde. Am nächsten Tag wurden dort ein Dutzend tote FNL-Kämpfer gefunden. Später wurde ihm hierfür die Medal of Honor verliehen.
Der Angriff hatte die Eingeschlossenen fast erreicht, als die Soldaten unter das Feuer eines M60 kamen, das von einem toten Soldaten aus Herricks Zug stammte. Um selbst nicht abgeschnitten zu werden, zogen sich die Truppen nach 30 Minuten wieder zur Landezone zurück.

### Vorbereitungen für die Nacht

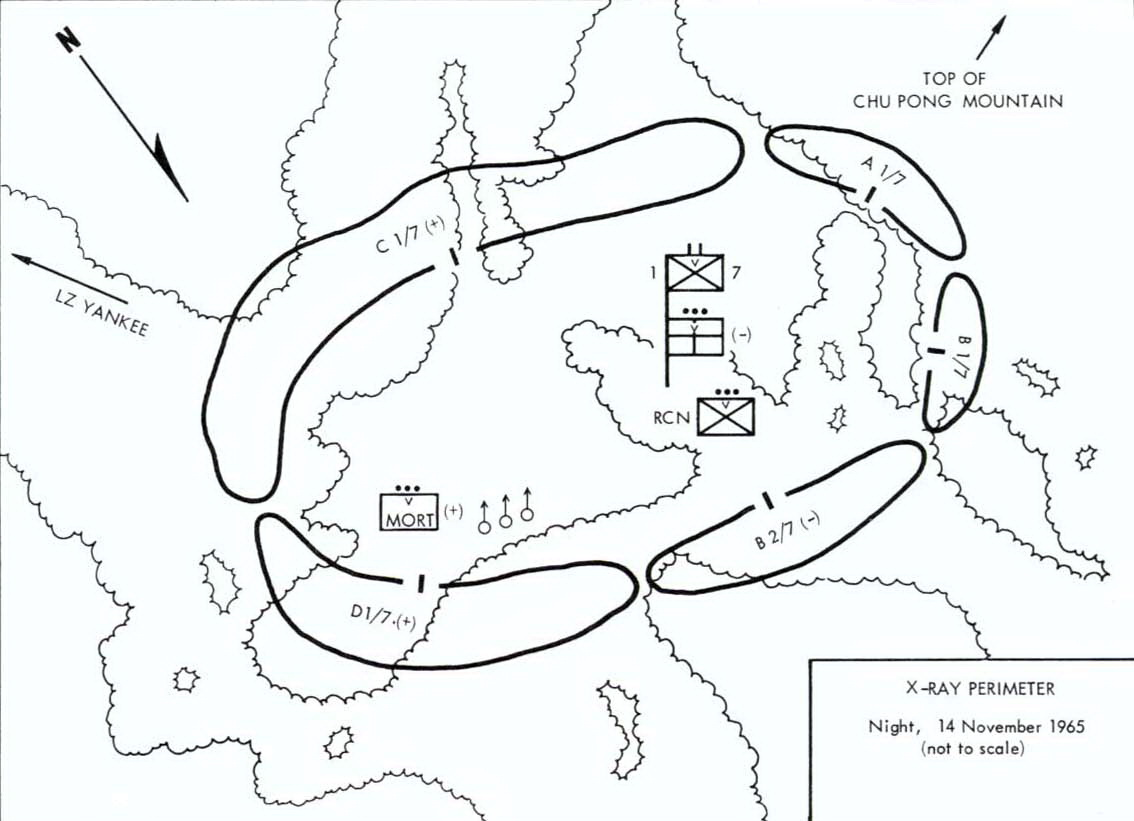
Die Situation am Abend

Um 17 Uhr trafen Verstärkungen ein, die aus Teilen der Bravo-Kompanie des 2. Bataillons der 7. Kavallerie bestanden. Mithilfe dieser Truppen wurde eine Verteidigungsstellung für die Nacht aufgebaut. Als die Nacht hereinbrach, hatte Moores Bataillon schwere Verluste hinnehmen müssen: Alpha hatte 34, Bravo 47 und Charlie vier Ausfälle zu verzeichnen. Während der ganzen Nacht waren die US-Truppen voll kampfbereit um Vorstöße von kleineren Feindgruppen abzuwehren. Dabei sollte so wenig geschossen werden wie möglich, um die eigenen Positionen nicht zu verraten. Dies galt besonders für die MGs.
Während der Nacht wurde der abgeschnittene Zug dreimal Ziel eines Angriffs (um 23:50 Uhr, um 03:15 Uhr und um 04:30 Uhr). Mithilfe von Leuchtraketen und Artilleriefeuer konnten die Vietnamesen zurückgedrängt werden und der Zug erlitt während der ganzen Nacht keine Verluste.

### Angriff im Morgengrauen
Um 06:20 Uhr ordnete Moore an, mit Spähtrupps die Stärke der Feinde zu bestimmen. Bereits wenige Dutzend Meter außerhalb der Stellungen kamen die Soldaten unter schweren Beschuss und zogen sich zurück. Kurz darauf rückten die Vietnamesen im Süden vor und kamen trotz Luftunterstützung schnell an die Verteidigungslinie heran. Der Kampf begann sich bereits in Richtung Kommandoposten zu entwickeln. Durch zwei M60 konnte die Situation schließlich geklärt werden, die betroffenen Gruppen erlitten jedoch schwere Verluste.

### Erneuter Angriff
Um 07:45 Uhr starteten die Truppen der FNL einen weiteren Angriff gegen Alpha, an der Trennlinie zu Charlie. Beim Schusswechsel wurden im Kommandoposten mehrere Soldaten verwundet, darunter auch Moores Funker. Das Bataillon war nun von drei Seiten unter Beschuss und viele Soldaten zeichneten sich durch Tapferkeit aus. Zum Beispiel tötete Specialist Willard Parish mit seinem MG und dann seiner Pistole ca. 100 Soldaten, wofür er später den Silver Star verliehen bekam. Weil sich die Kämpfe im südlichen Bereich immer mehr verstärkten, übermittelte Moore das Codewort Broken Arrow an den Fliegerleitoffizier über dem Schlachtfeld. Er signalisierte damit, dass eine amerikanische Einheit Gefahr lief, überrannt zu werden. Alle verfügbaren Flugzeuge im Land wurden alarmiert und ermöglichten so starke Luftnahunterstützung.
Im Bereich von Charlie war es der FNL-Einheit gelungen, Teile der Linie zu stürmen. Dort töteten sie verwundete Amerikaner und nahmen Waffen und Ausrüstung mit. Moore befahl, die eigenen Stellungen mit Rauch zu markieren und lenkte dann Artilleriefeuer auf die Feinde, unter anderem auf der Position von Charlie.
Kurz darauf wurde Moores Kommandoposten fast das Opfer von Eigenbeschuss, als zwei F-100 Super Sabre die eigenen Stellungen anflogen. Der erste Jet warf Napalm in die eigenen Reihen und der zweite flog genau auf den Kommandoposten zu. Nur weil Moore über Funk den Flieger gerade noch rechtzeitig zum Abdrehen bringen konnte, wurde seine Stellung gerettet. Trotzdem starben bei dem Zwischenfall einige Soldaten, viele wurden verletzt.

### Der Angriff endet
Um 09:10 Uhr erreichten erneut Verstärkungen per Lufttransport die Landezone. Sie verstärkten die Stellungen, die von Charlie gehalten wurden. Um 10:00 Uhr begannen die Nordvietnamesen sich allmählich zurückzuziehen, trotzdem gab es noch heftige Schusswechsel. Während des Angriffs am Morgen hatte die Charlie-Kompanie 42 Gefallene und 20 Verwundete zu beklagen.

### Verstärkung

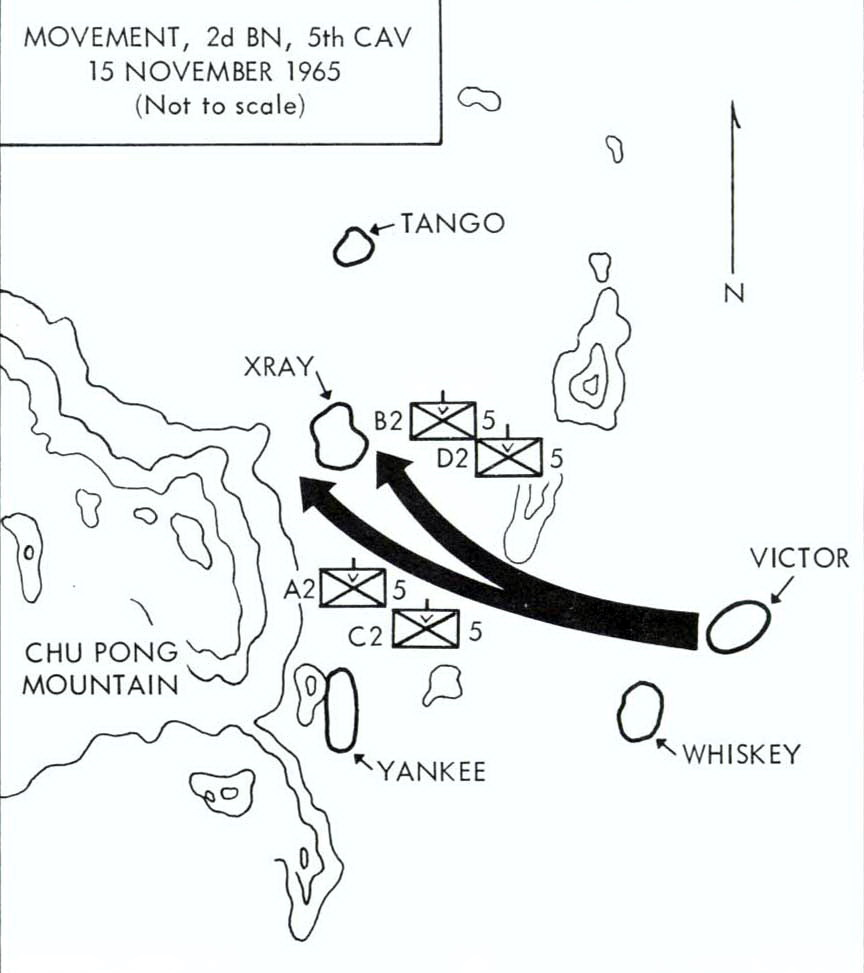
Verstärkung am 15. November 1965

Aufgrund der Härte des Gefechts wurden weitere Einheiten der 1. Kavalleriedivision in das Gebiet beordert. Die Einheiten landeten gegen 08:00 Uhr in der Landezone Viktor und bewegten sich zur US-Stellung. Der Weg war ereignislos, bis es kurz vor der Landezone X-Ray zu einigen Schusswechseln kam. Um 12:00 Uhr hatten die Truppen Moores Kommandoposten erreicht.

### 3. Vorstoß zum abgeschnittenen Zug
Die Verstärkungen wurden zusammengefasst und versuchten nun erneut, die abgeschnittenen Soldaten zu erreichen. Mit Hilfe von Unterstützungsfeuer konnten die Truppen langsam in Richtung Ziel vorrücken. Am Ziel fanden sie neun tote Amerikaner, 13 Verwundete und sieben Unverletzte. Um 15:30 Uhr wurden die Überlebenden zurück zur Landezone gebracht, begleitet von sporadischem Feindfeuer.
Dort bereitete sich die Truppe für die nächste Nacht vor. Die Verwundeten wurden ausgeflogen und die Stellungen weiter verstärkt. Ein größerer Angriff erfolgte jedoch erst um 4 Uhr morgens gegen Bravo. Die Kompanie hatte M18 Claymore Infanterie-Richtsprengmittel und Boden-Leuchtköprer installiert, die beim Vorgehen des Feindes gegen die Kompanie ausgelöst wurden. Um 04:22 Uhr begannen 300 Vietcong ihren Angriff. Durch Artillerie- und MG-Feuer konnte dem Gegner schwere Verluste zugefügt werden. Nach 20 Minuten wurde der Feindangriff wiederholt, wurde aber durch abgeworfene Leuchtbomben eigener Flugzeuge erkannt, so dass die Amerikaner das Schlachtfeld einsehen konnten. Der Gegner wurde nach 30 Minuten Kampf erneut abgewiesen. Um 05:30 Uhr starteten die Vietnamesen einen erneuten Angriff. Um 06:30 Uhr geriet der Kommandoposten ins Visier, aber der Angriff konnte durch den Einsatz schwerer Waffen abgewehrt werden. Während dieser Angriffe verlor die Bravo-Kompanie keinen Soldaten.

### Ruhetag
Am Morgen des 16. November wurden die Einheiten erneut verstärkt. Nun hatten auch die Amerikaner eine Stärke von drei Bataillonen in der Gegend. Am Nachmittag zog sich das 1. Bataillon aus dem Kampfgebiet zurück. Zu diesem Zeitpunkt war die Schlacht so gut wie beendet. Die Vietnamesen hatten viele hundert Soldaten verloren und konnten nicht mehr kämpfen. Die Amerikaner hatten bis zu diesem Zeitpunkt 79 Gefallene zu beklagen, 121 Mann waren verwundet. Ihre Stärke war nun so groß, dass sie erneute Angriffe nicht mehr fürchten mussten.
Da der Einsatz erfolgreich abgeschlossen wurde, sah man keinen Grund mehr für ein Verbleiben in der Region, zumal weitere FNL-Elemente an der Grenze gesichtet worden waren. Jedoch befahl Westmoreland, dass zwei Bataillone bei der Landezone bleiben sollten.

### Hinterhalt am 17. November
Am nächsten Tag machten sich die zwei verbliebenen Bataillone auf den Weg zu zwei Landezonen nahe la Drang. Da in der Region B-52-Bomber eingesetzt werden sollten, mussten sich die US-Truppen bis 13 Uhr in eine Sicherheitszone begeben.
Das 2. Bataillon der 7. Kavallerie hatte nun tagelang keine Erholungsphase gehabt und das Gelände war äußerst schwierig. Um das Zeitlimit nicht zu überschreiten, wurden keine Wachposten aufgestellt und die Truppe bewegte sich in Marschformation. Die Einheit war somit leichtes Ziel für einen Hinterhalt der FNL und wurde fast vollständig aufgerieben. Der Kampf um die Landezone Albany dauerte den ganzen Tag und die ganze Nacht. Schnell wurde die Schlacht zu einem Kampf ums Überleben, in denen die Soldaten oft in brutale Nahkämpfe verwickelt wurden. In diesem Kampf hat das Bataillon an einem Tag 155 Gefallene und 124 Verwundete zu beklagen. Damit waren die Verluste höher als in der dreitägigen Schlacht bei der Landezone X-Ray.

## Folgen
Die Amerikaner verzeichneten insgesamt 234 Gefallene und 242 Verwundete in den Gefechten bei X-Ray und Albany. Der Hinterhalt am 17. November war der schwerwiegendste des gesamten Vietnamkriegs. Die Vietnamesen verloren 837 Soldaten, 1.365 wurden verletzt.
Die Schlacht hatte die Einsatzfähigkeit von Hubschraubern und Luftunterstützung bewiesen und war typisch für den Konflikt. Die Vietnamesen hatten erkannt, dass sie die technisch überlegenen Amerikaner in schwere Bedrängnis bringen konnten, wenn sie nahe genug herankamen. Mit dieser Taktik sollten die amerikanischen Verluste irgendwann so hoch werden, dass sie nicht mehr tragbar wären und ein Rückzug die Folge wäre. Bis dahin jedoch war der Versuch, Südvietnam in zwei Teile zu spalten, gescheitert.
Drei Soldaten erhielten für ihren Einsatz während der Schlacht die Medal of Honor, die höchste Tapferkeitsauszeichnung der US-Streitkräfte.
- Major Bruce Crandall flog mit seinem unbewaffneten Hubschrauber 22-mal in die Landezonen, um Munition und Nachschub zu liefern sowie Verwundete zu evakuieren.[3]
- Captain Ed Freeman flog mit seinem unbewaffneten Hubschrauber 14-mal in die Landezonen, um Munition und Nachschub zu liefern sowie Verwundete zu evakuieren. Dabei wurde er selbst viermal verwundet.[4]
- Second Lieutenant Walter Marm lief durch Feindfeuer über offenes Gelände und überrannte im Nahkampf eine MG-Stellung, wobei er mindestens fünf Soldaten tötete und selbst verwundet wurde.[2]

## In den Medien
Das Gefecht war die Vorlage für den Kinofilm Wir waren Helden mit Mel Gibson (2002).